# Bernard Goutta
Ne doit pas être confondu avec Bernard Guetta.

a Compétitions nationales et continentales officielles uniquement.

b Matchs officiels uniquement.
Dernière mise à jour le 29 novembre 2024.
 Bernard Goutta, né le 28 septembre 1972 à Perpignan, est un joueur français de rugby à XIII et rugby à XV devenu entraîneur. Il compte une sélection avec l'équipe de France de rugby à XV et évolue durant quasiment toute sa carrière avec l'USA Perpignan au poste de troisième ligne aile.
Après sa carrière, il devient entraîneur, d'abord à l'USA Perpignan, de 2007 à 2012, puis au Colomiers rugby de 2012 à 2017. Il entraîne les avants de l'ASM Clermont Auvergne aux côtés de Franck Azéma de 2017 à 2021. Il dirige le SU Agen de 2022 à 2023 et à partir de 2024, l'Union sportive carcassonnaise XV avec qui il remporte le Championnat de France de rugby à XV de Nationale.

## Biographie
Bernard Goutta est d'origine algérienne (kabyle) et fils d'ancien harki. Il joue à l'ESC BAC Espira Baixas en minimes, puis au SCA Rivesaltes en cadet, puis entre à Saint Estève XIII en 1989.
Il change ensuite de code de rugby, et joue en junior à l'US Issoire pendant deux saisons, avec laquelle il atteint la finale Philiponeau en 1991.
Il rejoint ensuite le club de l'USAP à partir de la saison 1994-1995, année où Perpignan termine premier club français à l'issue des matchs de poules. Il dispute son premier match contre l'AS Béziers le 20 août 1994 en challenge Yves du Manoir. Il détient le record du plus grand nombre de matches joués pour l'USAP (298) et est capitaine de l'USAP à 128 reprises.
Au cours de sa carrière de joueur de rugby à XV, il ne connaît que deux clubs, celui d'Issoire au niveau junior puis celui de sa ville natale au niveau professionnel, dont il est le capitaine habituel à partir de 2001. Le 24 mai 2003, il est capitaine de l'USA Perpignan, associé en troisième ligne à Grégory Le Corvec et Phil Murphy, en finale de la Coupe d'Europe au Lansdowne Road de Dublin face au Stade toulousain. Les catalans ne parviennent pas à s'imposer, s'inclinant 22 à 17 face aux toulousains qui remportent le titre de champions d'Europe.
Il dispute un test match contre l'équipe du Canada le 10 juillet 2004. Il inscrivit même un essai lors de cette rencontre à Toronto mais ne fut plus jamais sélectionné.
En novembre 2004, il est sélectionné avec les Barbarians français pour jouer contre l'Australie au stade Jean-Bouin à Paris. Il est capitaine de l'équipe à l'occasion de ce match. Les Baa-Baas s'inclinent 15 à 45.
Il met un terme à sa carrière à l'issue de la saison 2006-07.
Il intègre l'encadrement technique du club à l'orée de la saison 2007-08 en tant qu'entraîneur des avants sous les ordres des managers Jacques Brunel puis Jacques Delmas (2012). Il co-entraîne l'équipe aux côtés de Franck Azéma (2007 à 2010) puis Christophe Manas (2010 à 2012). Il est entraîneur principal de Colomiers Rugby de juin 2012 à juin 2017.
Il rejoint l'ASM Clermont Auvergne en juillet 2017 pour devenir l'adjoint, responsable des avants, du directeur sportif Franck Azéma, avec qui il a déjà co-entraîné l'USA Perpignan sous les ordres de Jacques Brunel de 2007 à 2010. Il quitte ses fonctions lors du départ de Franck Azéma en juillet 2021.
En novembre 2017, il est choisi pour entraîner les Barbarians français au côté de Franck Azéma pour une rencontre contre les Māori All Blacks au Stade Chaban-Delmas de Bordeaux.
Il est nommé manager du SU Agen, pensionnaire de Pro D2, à partir du 1er janvier 2022. Il quitte le club avec effet immédiat deux ans plus tard, le 31 décembre 2023.
Il devient manager de l'US Carcassone le 28 novembre 2024,.

## Carrière d'entraîneur

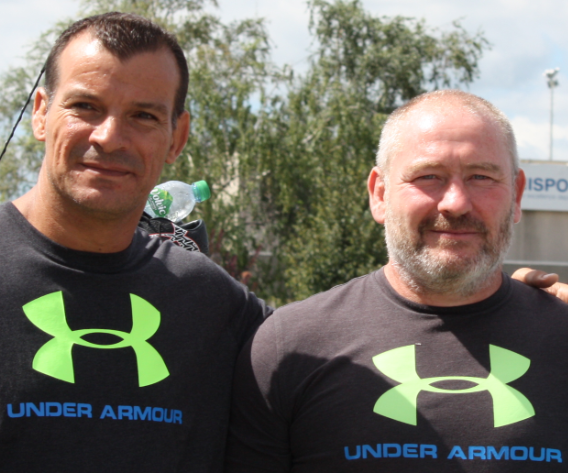
Bernard Goutta, à gauche, avec Didier Bès, entraîneur de la mêlée auvergnate.

| Saison      | Club            | Division  | Poste   | Classement                | Coupe d'Europe             | Challenge européen |
| ----------- | --------------- | --------- | ------- | ------------------------- | -------------------------- | ------------------ |
| 2007 - 2008 | USA Perpignan   | Top 14    | Avants  | Éliminé en demi-finale    | Éliminé en quart-de-finale | -                  |
| 2008 - 2009 | USA Perpignan   | Top 14    | Avants  | Champion de France        | Éliminé en poule           | -                  |
| 2009 - 2010 | USA Perpignan   | Top 14    | Avants  | Défaite en finale         | Éliminé en poule           | -                  |
| 2010 - 2011 | USA Perpignan   | Top 14    | Avants  | 9e                        | Éliminé en demi-finale     | -                  |
| 2011 - 2012 | USA Perpignan   | Top 14    | Avants  | 11e                       | -                          | Éliminé en poule   |
| 2012 - 2013 | Colomiers Rugby | Pro D2    | Manager | 10e                       | -                          | -                  |
| 2013 - 2014 | Colomiers Rugby | Pro D2    | Manager | 9e                        | -                          | -                  |
| 2014 - 2015 | Colomiers Rugby | Pro D2    | Manager | 8e                        | -                          | -                  |
| 2015 - 2016 | Colomiers Rugby | Pro D2    | Manager | Éliminé en demi-finale    | -                          | -                  |
| 2016 - 2017 | Colomiers Rugby | Pro D2    | Manager | 7e                        | -                          | -                  |
| 2017 - 2018 | ASM Clermont    | Top 14    | Avants  | 9e                        | Éliminé en quart-de-finale | -                  |
| 2018 - 2019 | ASM Clermont    | Top 14    | Avants  | Défaite en finale         | -                          | Vainqueur          |
| 2019 - 2020 | ASM Clermont    | Top 14    | Avants  | 6e (arrêt du championnat) | Éliminé en quart-de-finale | -                  |
| 2020 - 2021 | ASM Clermont    | Top 14    | Avants  | Éliminé en barrages       | Éliminé en quart-de-finale | -                  |
| 2021 - 2022 | SU Agen         | Pro D2    | Manager | 13e                       | -                          | -                  |
| 2022 - 2023 | SU Agen         | Pro D2    | Manager | 6e, éliminé en barrages   | -                          | -                  |
| 2024 - 2025 | US Carcasonne   | Nationale | Manager | Champion de France        | -                          | -                  |

## Palmarès

### En tant que joueur
Avec l'USA Perpignan
- Championnat de France espoirs de rugby à XV :
  - Champion (1) : 1997
- Coupe d'Europe :
  - Finaliste (1) : 2003
- Championnat de France de première division :
  - Vice-champion (2) : 1998 et 2004

### En tant qu'entraîneur
- Vainqueur du Championnat de France (1) en 2009 avec l'USA Perpignan.
- Vainqueur du Challenge européen (1) en 2019 avec l'ASM Clermont Auvergne.
- Finaliste du Championnat de France (2) en 2010 avec l'USA Perpignan et en 2019 avec l'ASM Clermont Auvergne.
- Vainqueur du Championnat de France de Nationale en 2025 avec l'US Carcassonne.

### Distinctions personnelles
- Meilleur troisième ligne du championnat de France 2003 (classement Midi olympique)
- Oscars du Midi olympique 2009 :  Oscar d'Or du meilleur encadrement (avec Jacques Brunel et Franck Azéma)
- Nuit du rugby 2009 : Meilleur staff d'entraîneur du Top 14 (avec Jacques Brunel et Franck Azéma) pour la saison 2008-2009
- Une tribune du stade Aimé Giral de Perpignan a été nommé en son honneur en 2008, alors qu'il prenait sa retraite sportive.
- Médaille d'honneur de la ville de Carcassonne (2025)

## Statistiques en équipe nationale
- 1 sélection en équipe de France
- 5 points (1 essai)
- 4 sélections en équipe de France A